# Aubervilliers-Pantin-Quatre Chemins
Aubervilliers-Pantin-Quatre Chemins è una stazione della linea 7 della metropolitana di Parigi.
Si trova tra i comuni di Aubervilliers e di Pantin.

## La stazione
La stazione è stata aperta nel 1979, insieme alla stazione Fort d'Aubervilliers e all'attuale capolinea, La Courneuve - 8 Mai 1945.

## Corrispondenze
- Bus RATP: 150, 152, 170, 249, 330.
- Noctilien: N42.